# Vugar Gashimov
Vugar Gashimov (Azerbeidzjaans: Vüqar Həşimov) (Baku, 24 juli 1986 – Heidelberg, 10 januari 2014) was een Azerbeidzjaanse schaker.  

## Leven
- In 2002 werd hem door de FIDE de grootmeestertitel (GM) toegekend.
- Van 9 t/m 22 november 2005 speelde Gashimov mee in het wereldkampioenschap voor de jeugd dat in Istanboel verspeeld werd. Shakhriyar Mamedyarov werd met 10.5 punt kampioen en Vugar Gashimov eindigde met 9 punten op de vierde plaats.
- In maart 2007 won hij met 7 pt. uit 9 het 23e open toernooi van Cappelle-la-Grande.[1]
- Zijn hoogste classering op de wereldranglijst was een zesde plaats (november 2009). Hij stond ook bekend als een sterk snelschaakspeler.
- Zijn laatste toernooiwedstrijd was het Tata Steel-toernooi in Wijk aan Zee in 2012.[2]

Hij overleed aan een hersentumor op de leeftijd van 27 jaar.